# Grigori Evdokimov
Pour les articles homonymes, voir Evdokimov.
Grigori Yeremeïevitch Evdokimov (russe : Григорий Еремеевич Евдокимов), né en octobre 1884 à Pavlodar et mort exécuté le 25 août 1936 à Moscou, est un révolutionnaire bolchevik et homme politique soviétique. Il est exécuté à la suite de sa condamnation lors du premier des procès de Moscou  commandités par Staline,.

## Biographie
Grigori Evdokimov naît en octobre 1884 dans l'Ouïezd de Pavlodar dans l'actuel Kazakhstan.
Evdokimov fait partie des principaux révolutionnaires compagnons de Lénine. Membre du Parti ouvrier social-démocrate de Russie depuis 1903. Membre du Comité central du PCUS en 1919-1920 et en 1923-1927. Secrétaire du Comité central du Parti communiste de l'Union soviétique et membre de l'Orgburo du 1er janvier 1926 au 9 avril 1926. Membre du Présidium du Comité exécutif central en 1918.
Le 9 avril 1926, Evdokimov est démis de ses fonctions de secrétaire et membre de l'Orgburo, le 14 novembre 1927, il est destitué du Comité central du PCUS. Au XVe Congrès du PCUS en décembre 1927, il fut exclu du parti.
En 1927-1928, il travaille en tant que membre du conseil d'administration de Tsentrosoyuz, vice-président de la commission de planification provinciale d'Oulianovsk. En juin 1928, il reconnut ses erreurs et fut réintégré dans le PCUS. Il fut nommé chef du département des produits laitiers du Commissariat du peuple à l'industrie alimentaire en 1929.
Il est arrêté pour la seconde fois le 8 ou le 9 décembre 1934, quelques jours après l'assassinat de Sergueï Kirov. Lors du premier procès à Moscou. Evdokimov fut accusé d'appartenir, comme ses co-accusés, au prétendu "Centre terroriste trotskyste-zinoviéviste". Staline avait promis aux accusés que leurs vies seraient épargnées s'ils faisaient des aveux complets. En foi de quoi, lors du procès, Evdokimov s'est qualifié, ainsi que ses co-accusés, comme « des bandits, des assassins, des fascistes, des agents de la Gestapo », déclarant que le sort de la classe ouvrière était entre les mains de Staline, qu'il qualifia de « chef génial et bien-aimé ». En fait ces aveux n'étaient pas sincères selon un rapport de réhabilitation commandé en 1956. Le tribunal le condamna à mort le 24 août 1936, ainsi que les 15 autres accusés au procès. Leur exécution eut lieu sans tarder, dans la foulée du procès. Ses restes sont enterrés dans la fosse commune du cimetière Donskoï.
Le 13 juin 1988 il a été réhabilité par la Cour suprême de l'URSS et le 5 novembre 1988, réintégré de façon posthume dans le parti Communiste de l'Union Soviétique.